# Amandine Dhée
Amandine Dhée, née en 1980 à Lille, est une écrivaine et comédienne française. 

## Biographie
Née en 1980, Amandine Dhée publie des romans ainsi que des essais toniques, souvent drôles, sur des thèmes tels que la ville, le monde du travail, les désirs. Elle écrit un premier texte jeunesse en 2016, Les Gens d’ici, qui traite de l’accueil des personnes migrantes. 
En janvier 2017, elle publie La Femme brouillon dans lequel elle livre un éclairage sur l’expérience intime de sa maternité. En 2020, elle publie À mains nues, où elle explore la question du désir et de l’attachement à travers le parcours d’une femme et ses expériences sexuelles et affectives,
.
Elle effectue aussi des lectures, souvent en musique, conçoit des spectacles et intervient comme comédienne. L'écriture d'Amandine Dhée questionne notamment le désir, la féminité, la sexualité.
Elle remporte en 2017 le Prix Hors Concours pour son roman La femme brouillon.

## Publication
- Du bulgom et des hommes, La Contre Allée, 2010.  (ISBN 9782376650621)
- Ça nous apprendra à naître dans le Nord, La Contre Allée, 2011. Co-écrit avec Carole Fives.  (ISBN 9782917817100)
- Et puis ça fait bête d'être triste en maillot de bain, La Contre Allée, 2013.  (ISBN 9782376650126)
- Tant de place dans le ciel, La Contre Allée, 2015[8].  (ISBN 9782917817421)
- Les Saprophytes, urbanisme vivant, La Contre Allée, 2017[9].  (ISBN 9782917817957)
- La femme brouillon, La Contre Allée, 2017[2],[3],[10].  (ISBN 9782917817902), adaptation théâtrale par la compagnie Toutes Nos Façons D'Être, en 2024
- À mains nues, La Contre Allée, 2020[2],[4],[11],[12],[13].  (ISBN 9782376650553)
- Cramoisir, L'Onde Théâtrale, 2022.  (ISBN 9782957799022)
- Sortir au jour, La Contre Allée, 2023.  (ISBN 9782376650843)

## Théâtre
- Je nous tiens debout (texte d'Amandine Dhée) par la Compagnie Les Encombrantes, 2013[14].
- Les Encombrantes, un spectacle d’Amandine Dhée, Law Cailleretz, Marie Ginet (Ange Gabriel.e) et Lyly Chartiez-Mignauw[15],[16].
- N’oubliez pas de lui parler de moi, création d'Amandine Dhée et SaSo, 2014[17].
- Dialogues de bêtes, 2015[18].